# Jens Petter Hauge
Jens Petter Hauge (Bodø, 1999. október 12. –) norvég válogatott labdarúgó, az Eintracht Frankfurt játékosa.

## Pályafutása

### Klubcsapatokban

#### Bodø/Glimt
Pályafutását szülővárosának csapatában kezdte, ahol előbb az utánpótlás akadémia tagja volt, majd 2016. április 12-én aláírta első profi szerződését a klubbal. Másnap az IF Fløya ellen 6–0-ra megnyert kupatalálkozón be is mutatkozott a felnőttek között, csereként beállva, ráadásul azonnal mesterhármast elérve. Április 23-án a Strømsgodset IF ellen a bajnokságban is debütálhatott. Az ezt követő bajnoki mérkőzéseken rendszeresen szerephez jutott, július 8-án pedig első gólját is megszerezte a norvég élvonalban az IK Start elleni idegenbeli 4–1-es győzelem alkalmával. Ezzel ő lett a Bodø/Glimt legfiatalabb gólszerzője a norvég első osztályban. A 2016-os idényben összesen húsz bajnokin kapott lehetőséget, egy gólt szerzett, csapata azonban kiesett a másodosztályba.
A következő idényben Hauge alapembere volt a csapatnak, amely a másodosztályt megnyerve egyből visszajutott az Eliteserien mezőnyébe. A szezon során huszonnyolc bajnokin kétszer volt eredményes és tizenhárom gólpasszt jegyzett. A 2018-as szezon kezdetén kevesebb lehetőséghez jutott, így 2018 augusztusában a másodosztályú Aalesunds FK csapatához került kölcsönbe. Mindössze hat bajnokin szerepelt a csapat színeiben az idény végéig.
A 2019-es szezontól ismét a kezdőcsapat stabil tagja volt az élvonalban, összesen 28 alkalommal lépett pályára a bajnokságban, hét gólt szerzett és két gólpasszt adott csapattársainak. A november 10-én a Rosenborg ellen 3–2-es idegenbeli vereség alkalmával csapata mindkét találatát ő szerezte.
A 2020-as idényt a koronavírus-járvány miatt félbeszakították, csapata pedig kisebb meglepetésre tíz játéknap után a bajnokság élén állt, amiből Hauge hat góllal és ugyanennyi gólpasszal vette ki a részét. A 2020 őszén rendezett Európa-liga-selejtezők pay-off párharcában a Bodø/Glimt az olasz AC Milannal került szembe, és bár a milánóiak 3–2-re megnyerték a találkozót, a csapata mindkét góljában jelentős részt vállaló Hauge teljesítményével felkeltette az olaszok érdeklődését.

#### AC Milan
2020. október 1-jén igazolta le az AC Milan, amellyel öt évre szóló szerződést írt alá. Három nappal később, a Spezia elleni bajnokin mutatkozott be a csapatban. Október 22-én, a Celtic elleni Európa-liga-mérkőzésen első gólját is megszerezte a csapatban. 2020. november 22-én a Napoli ellen első Sere A-s gólját is megszerezte.

#### Eintracht Frankfurt
2021. augusztus 10-én a német élvonalbeli Eintracht Frankfurthoz került kölcsönbe. A lehetőséggel élve, a 2022–23-as szezon kezdete előtt a klubhoz szerződött.

#### Gent
2022. augusztus 13-án egyéves kölcsönszerződést kötött a belga Gent együttesével.

#### Kölcsönben Bodø/Glimt
2024. január 31-én vételi opcióval 2024 végéig kölcsönben visszatért a Bodø/Glimthez.

### A válogatottban
2020. október 11-én, a Nemzetek Ligájában a Románia ellen játszott mérkőzésen mutatkozott be a norvég felnőtt válogatottban.

## Statisztika

### Klubcsapatokban
2022. május 14. szerint.
| Klub                             | Szezon   | Bajnokság      | Bajnokság     | Bajnokság | Országos kupa | Országos kupa | Nemzetközi kupa | Nemzetközi kupa | Összesen      | Összesen |
| Klub                             | Szezon   | Bajnokság      | Pályára lépés | Gól       | Pályára lépés | Gól           | Pályára lépés   | Gól             | Pályára lépés | Gól      |
| -------------------------------- | -------- | -------------- | ------------- | --------- | ------------- | ------------- | --------------- | --------------- | ------------- | -------- |
| Bodø/Glimt                       | 2016     | Tippeligaen    | 20            | 1         | 4             | 4             | —               | —               | 24            | 5        |
| Bodø/Glimt                       | 2017     | OBOS-ligaen    | 28            | 2         | 0             | 0             | —               | —               | 28            | 2        |
| Bodø/Glimt                       | 2018     | Eliteserien    | 11            | 0         | 4             | 2             | —               | —               | 15            | 2        |
| Bodø/Glimt                       | 2019     | Eliteserien    | 29            | 7         | 1             | 2             | —               | —               | 30            | 9        |
| Bodø/Glimt                       | 2020     | Eliteserien    | 18            | 14        | 0             | 0             | 3               | 3               | 21            | 17       |
| Bodø/Glimt                       | Összesen | Összesen       | 106           | 24        | 9             | 8             | 3               | 3               | 118           | 35       |
| Aalesund (kölcsönben)            | 2018     | OBOS-ligaen    | 6             | 0         | 0             | 0             | —               | —               | 6             | 0        |
| Milan                            | 2020–21  | Serie A        | 18            | 2         | 1             | 0             | 5               | 3               | 24            | 5        |
| Eintracht Frankfurt (kölcsönben) | 2021–22  | Bundesliga     | 26            | 2         | 0             | 0             | 11              | 1               | 37            | 3        |
| Gent (kölcsönben)                | 2022–23  | Jupiler League | 8             | 0         | 1             | 0             | 7               | 0               | 16            | 0        |
| Összesen                         | Összesen | Összesen       | 163           | 27        | 11            | 8             | 26              | 7               | 200           | 42       |

## Sikerei, díjai

### Klub
- Bodø/Glimt
  - Eliteserien: 2020
  - Norvég First Division: 2017

- Eintracht Frankfurt
  - Európa-liga: 2021–22

### Egyéni
- Az Eliteserien év felfedezettje: 2020